# Zozibini Tunzi
Zozibini Tunzi (Tsolo, Sudáfrica, 18 de septiembre de 1993) es una modelo y ex reina de belleza sudafricana ganadora del concurso de belleza Miss Universo en 2019 convirtiéndose en la tercera mujer sudafricana que gana dicho título después de Margaret Gardiner, Miss Universo 1978  y Demi-Leigh Nel-Peters, Miss Universo 2017. Zozibini es la Miss Universo que más tiempo ha reinado en la historia del concurso con 525 días (1 año, 5 meses y 8 días) esto debido al aplazamiento de la edición 69 de Miss Universo por la pandemia de Covid-19. Zozibini coronó a su sucesora Andrea Meza de México el 16 de mayo de 2021 como Miss Universo 2020, quien curiosamente es la Miss Universo que menos tiempo ha reinado.
Cuando Zozibini ganó Miss Sudáfrica en 2019, se convirtió en la primera reina de belleza en no ser afrikáner de Sudáfrica.

## Primeros años

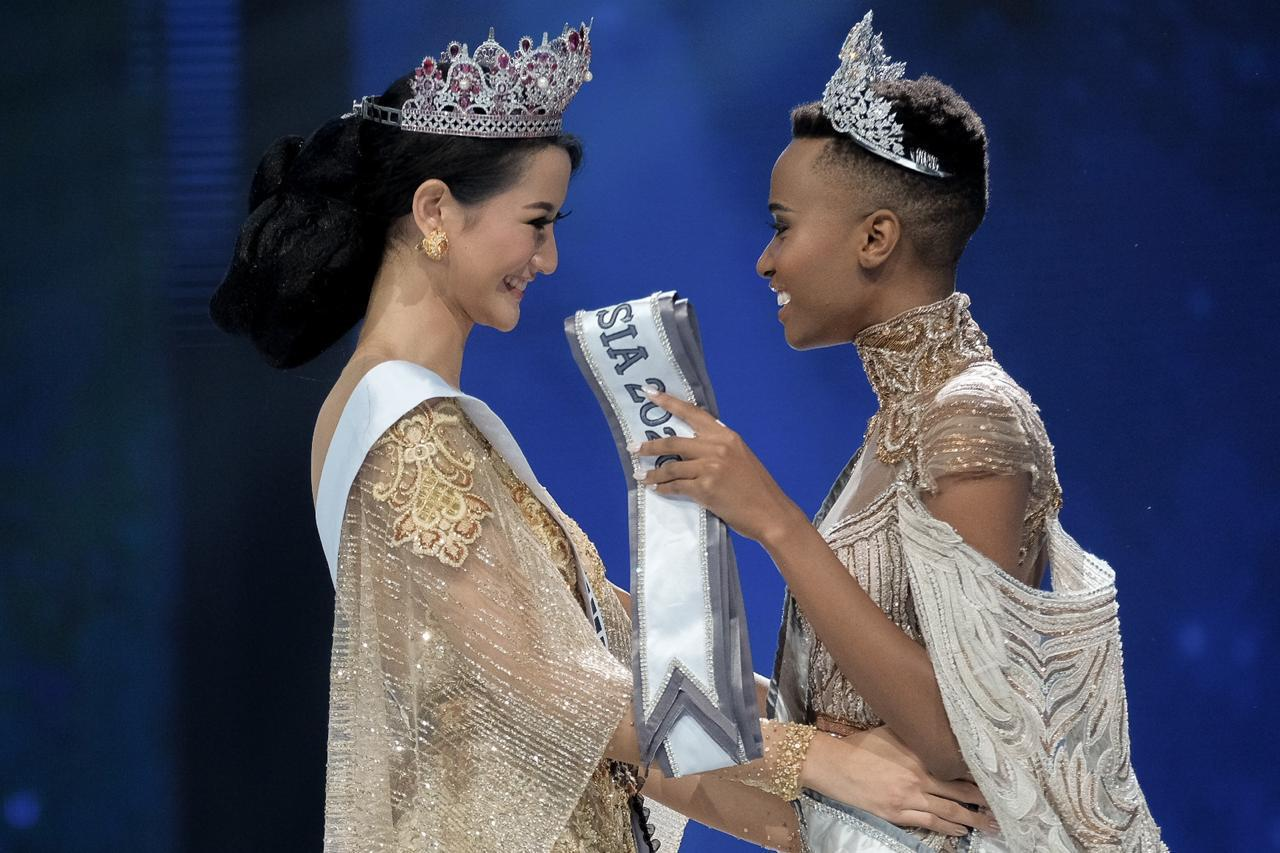
Tunzi vistiendo el Kebaya junto con Miss Universo Indonesia 2020 Raden Roro Ayu Maulida Putri, mientras asistía a la noche de coronación de Puteri Indonesia 2020.

Zozibini Tunzi nació en Tsolo, en la Provincia Cabo Oriental, Sudáfrica, hija de Philiswa Nadapu y de Lungisa Tunzi. Creció en Sidwadweni, un pueblo cercano. Tiene dos hermanas. Más tarde se mudó a Ciudad del Cabo, instalándose en el suburbio de Los Jardines, para asistir a la Universidad Tecnológica de la Península del Cabo, donde obtuvo una licenciatura en relaciones públicas y en gestión de imágenes en el 2018.
Antes de ganar Miss Sudáfrica, Tunzi estaba terminando una licenciatura en tecnología en la gestión de relaciones públicas en la Universidad de Tecnología de la península del Cabo, y trabajó como pasante graduada en el departamento de relaciones públicas de Ogilvy Cape Town.
El 8 de diciembre de 2019 fue coronada como Miss Universo 2019 rompiendo estereotipos y estigmas en la sociedad. Estrenó la nueva corona de la organización Miss Universo llamada «Power of Unity Crown» elaborada por la empresa de joyería suizo-emirata Mouawad.